# Alpershausener Mühlenbach
Der Alpershausener Mühlenbach ist ein 10,3 km langer Bach in der Gemeinde Hamersen im Landkreis Rotenburg (Wümme) in Niedersachsen, der von links und Süden in die Oste mündet.

## Verlauf
Der Alpershausener Mühlenbach entsteht als Oberflächenwasser sammelnder Wiesengraben in Fuhrenkamp, südlich von Sittensen. Er umfließt die Ortschaft Hamersen im südlichen Weichbild, deutlich begradigt, durch Wiesen und Ackerland. Er unterquert die L 130 an einer Teichkläranlage vorbei. Ab der K 219 folgt der Fluss der Samtgemeindegrenze Fintel-Scheeßel entlang eines Wiesen-Waldgebietes mit erkennbarem schlängelndem Verlauf und einem Ufergehölz aus Büschen und Bäumen. Er kreuzt nordöstlich von Hatzte Waldsiedlung die K 142 und mündet 500 m später von links und Süden in die Oste.

## Zustand
Der Alpershausener Mühlenbach ist im gesamten Verlauf mäßig belastet (Güteklasse II).

## Befahrungsregeln
Zum Schutz, dem Erhalt und der Verbesserung der Fließgewässer als Lebensraum für wild lebende Tiere und Pflanzen erließ der Landkreis Rotenburg (Wümme) 2015 eine Verordnung für sämtliche Fließgewässer. Seitdem ist das Befahren des Flusses von der Quelle bis zur Mündung ganzjährig verboten.